# Assioma di numerabilità
In matematica, i due assiomi di numerabilità sono proprietà topologiche che richiedono che alcuni insiemi siano numerabili (cioè abbiano la stessa cardinalità dei numeri naturali): nel primo assioma è richiesto che ogni punto abbia una base locale numerabile, mentre per il secondo assioma è necessario che lo spazio possieda una base numerabile. Uno spazio che soddisfa il primo assioma viene detto primo numerabile, mentre uno che soddisfa il secondo viene detto secondo numerabile.
Nonostante il nome, gli assiomi di numerabilità non sono assiomi nel senso di concetti che devono essere assunti veri per sviluppare una teoria, ma sono delle proprietà che uno spazio topologico può o meno possedere; in questo senso sono simili agli assiomi di separazione.

## Primo assioma
Il primo assioma di numerabilità richiede che ogni punto dello spazio possieda una base locale (o base di intorni) numerabile, cioè che per ogni x esistano degli insiemi U1, U2, ..., che contengono un aperto che contiene x e tali che ogni intorno di x contenga uno degli Ui.
Tutti gli spazi metrici soddisfano questo assioma, ad esempio considerando come base le palle aperte di raggio 1/n, con n naturale; inoltre tutti i sottospazi di uno spazio primo numerabile soddisfano ancora questo assioma. Un esempio di spazio che non è primo numerabile è un qualsiasi insieme non numerabile dotato della topologia cofinita.
Questa proprietà è legata alla convergenza delle successioni: infatti in uno spazio primo numerabile una funzione è continua se e solo se l'immagine di una successione convergente è ancora una successione convergente, e l'immagine del limite della successione è il limite della successione delle immagini. Un'altra proprietà legata al primo assioma è l'esistenza di sottosuccessioni convergenti: in uno spazio primo numerabile, i punti di accumulazione di una successione sono limiti di qualche sottosuccessione; in particolare, in uno spazio compatto ogni successione ha una sottosuccessione convergente, e come caso particolare si ha il teorema di Bolzano-Weierstrass.

## Secondo assioma
Il secondo assioma di numerabilità richiede che lo spazio possieda una base numerabile; per questo, uno spazio secondo numerabile non può essere "troppo grande", nel senso che la cardinalità degli insiemi aperti non può superare la cardinalità del continuo. Esempi di spazi secondo numerabili sono gli spazi euclidei {\displaystyle \mathbb {R} ^{n}} con la topologia usuale.
Il secondo assioma implica il primo, ma il viceversa non è vero: ad esempio un insieme non numerabile X dotato della topologia discreta (cioè in cui ogni insieme è aperto) è primo numerabile perché per ogni punto x il solo insieme {\displaystyle \{x\}} forma una base di intorni, ma non è secondo numerabile, perché ogni base deve contenere tutti i singoletti (il cui insieme non è numerabile in quanto coincide con X, che non è numerabile). Il secondo assioma implica inoltre la separabilità e l'essere uno spazio di Lindelöf, ma nessuna delle due implicazioni si inverte. Queste tre condizioni (secondo numerabile, separabile e Lindelöf) sono invece equivalenti in uno spazio metrico.
Ogni sottospazio di uno spazio secondo numerabile e ogni prodotto numerabile di spazi secondo numerabili soddisfano ancora questo assioma. La definizione di varietà topologica richiede inoltre che lo spazio soddisfi questo assioma.